# Zujūnai

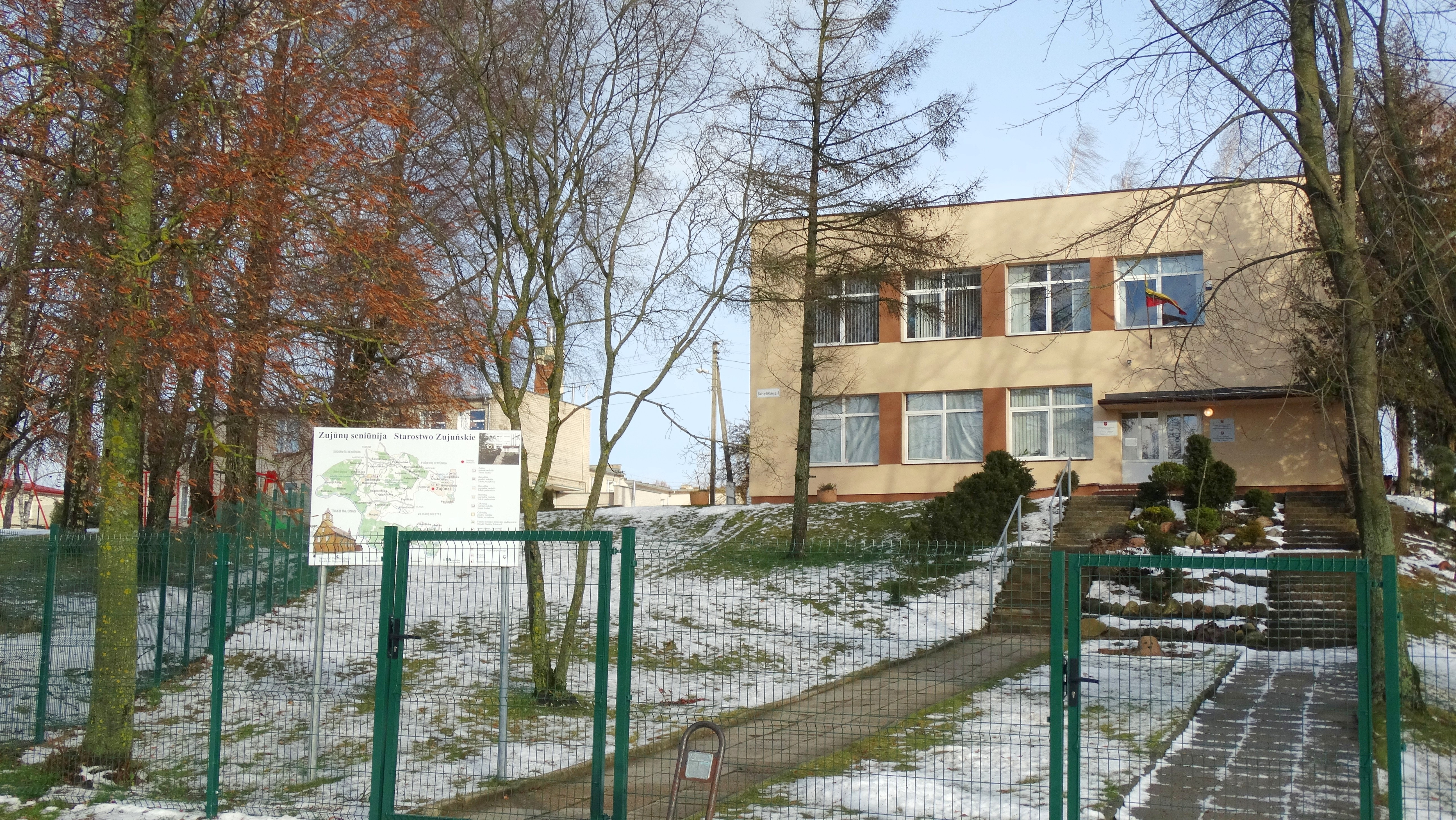
Sitz von Amtsbezirk Zujūnai

Zujūnai (polnisch Zujuny) ist ein Ort in der Rajongemeinde Vilnius, Litauen. Es ist das Zentrum von Amtsbezirk Zujūnai. Administrativ gesehen ist Zujūnai ein Dorf, eigentlich der westliche Vorort der litauischen Hauptstadt Vilnius.  Der südliche Teil des Dorfes wurde in die Stadt eingegliedert und gehört jetzt der Stadtgemeinde Vilnius. Es gibt eine Bibliothek und ein polnischsprachiges Gymnasium (lit. Vilniaus r. Zujūnų gimnazija) mit 52 Mitarbeitern. Die Mittelschule wurde 1968 gebaut.